# 協和牧場
有限会社協和牧場（きょうわぼくじょう）とは、北海道新冠郡新冠町西泊津にある競走馬の生産牧場である。

## 歴史
- 1973年 - 関西を中心にゴルフ場を経営していた私市観光（のち、株式会社私市）の代表、浅川吉男によって創業。
- 1984年 - 生産馬のキョウワサンダーがエリザベス女王杯を制し、中央競馬の重賞およびGI初勝利を挙げる。
- 1990年 - ケンタッキーオークスなどアメリカのGIを7勝したグッバイヘイローを輸入、繁殖牝馬として繋養する。
- 2000年 - グッバイヘイローの仔キングヘイローが高松宮記念を制し、GI2勝目を挙げる。
- 2004年 - 株式会社私市の会社更生法適用により、浅川昌彦にオーナーが代わる。
- 2005年 - 生産馬・所属馬のオーナー名義が林順子に変更される。
- 2008年 - 生産馬・所属馬のオーナー名義が有限会社協和牧場に戻る。
- 2020年 - 生産馬・所属馬のオーナー名義が浅川昌彦に戻る。

## 勝負服
- 緑、青袖、白玉霰（浅川吉男名義、協和牧場名義）
- 青、緑袖、白玉霰（浅川昌彦名義）

## 本場以外の施設
- 協和牧場トレーニングセンター→コスモビューファームに売却
- 協和牧場鹿児島分場（姶良市）→太陽光発電所へ転換

## おもな生産馬
- キョウワサンダー（1984年エリザベス女王杯）
- キヨウワアイリス（1985年エルム賞、1985年ジュニアチャンピオン）
- キョウワホウセキ（1992年サンケイスポーツ賞4歳牝馬特別、1993年東京新聞杯）
- キングヘイロー（1997年東京スポーツ杯3歳ステークス、1999年東京新聞杯、中山記念、2000年高松宮記念）
- アサカディフィート（2004年中山金杯、2007年・2008年小倉大賞典）
- キョウワハピネス（2004年ファルコンステークス）
- キョウワロアリング（2007年北九州記念）

## おもな繋養馬

### 繁殖牝馬
- キョウワハピネス
- キョウワホウセキ
- グッドルックス
- アサカフジ

### 功労馬
- グッバイヘイロー

### かつての繋養種牡馬
- ナスルエルアラブ - 代表産駒サンライズアトラス（京成杯オータムハンデキャップ）
- キョウワアリシバ - 代表産駒ブラウンライアン（岐阜金賞、名古屋記念）。BMSとして2015年の有馬記念を制したゴールドアクターも出した[1]。
- キョウワダイキチ - 父ミスタープロスペクター、現役時の成績38戦5勝。引退後種牡馬となったが初年度産駒の2頭のみを残して死去。うちダイキチヘイローが霧島賞2着[2]
- アサカホマレ

### かつての繋養繁殖牝馬
- プティットイル（2006年死亡）
- ショウリノメガミ（2006年死亡）